# Hvejsel Sogn
Hvejsel Sogn ist eine Kirchspielsgemeinde (dän.: Sogn) im südlichen Dänemark. Bis 1970 gehörte sie zur Harde Nørvang Herred im damaligen Vejle Amt, danach zur Jelling Kommune im erweiterten Vejle Amt, die im Zuge der  Kommunalreform zum 1. Januar 2007 in der „neuen“  Vejle Kommune in der Region Syddanmark aufgegangen ist. Am 1. Oktober 2010 wurde der ehemalige Kirchenbezirk Ildved Kirkedistrikt im Hvejsel Sogn mit der Abschaffung der dänischen Kirchenbezirke ein selbständiges Sogn Ildved Sogn.
Im Kirchspiel leben 1038 Einwohner (Stand:1. Januar 2023). Im Kirchspiel liegt die Kirche „Hvejsel Kirke“.
Nachbargemeinden sind im Südosten Vindelev Sogn, im Süden Kollerup Sogn, im Südwesten Jelling Sogn, im Westen Givskud Sogn  und im Nordwesten Øster Nykirke Sogn, ferner in der nordöstlich gelegenen Hedensted Kommune Tørring Sogn und Langskov Sogn.